# Barbara Egger-Jenzer

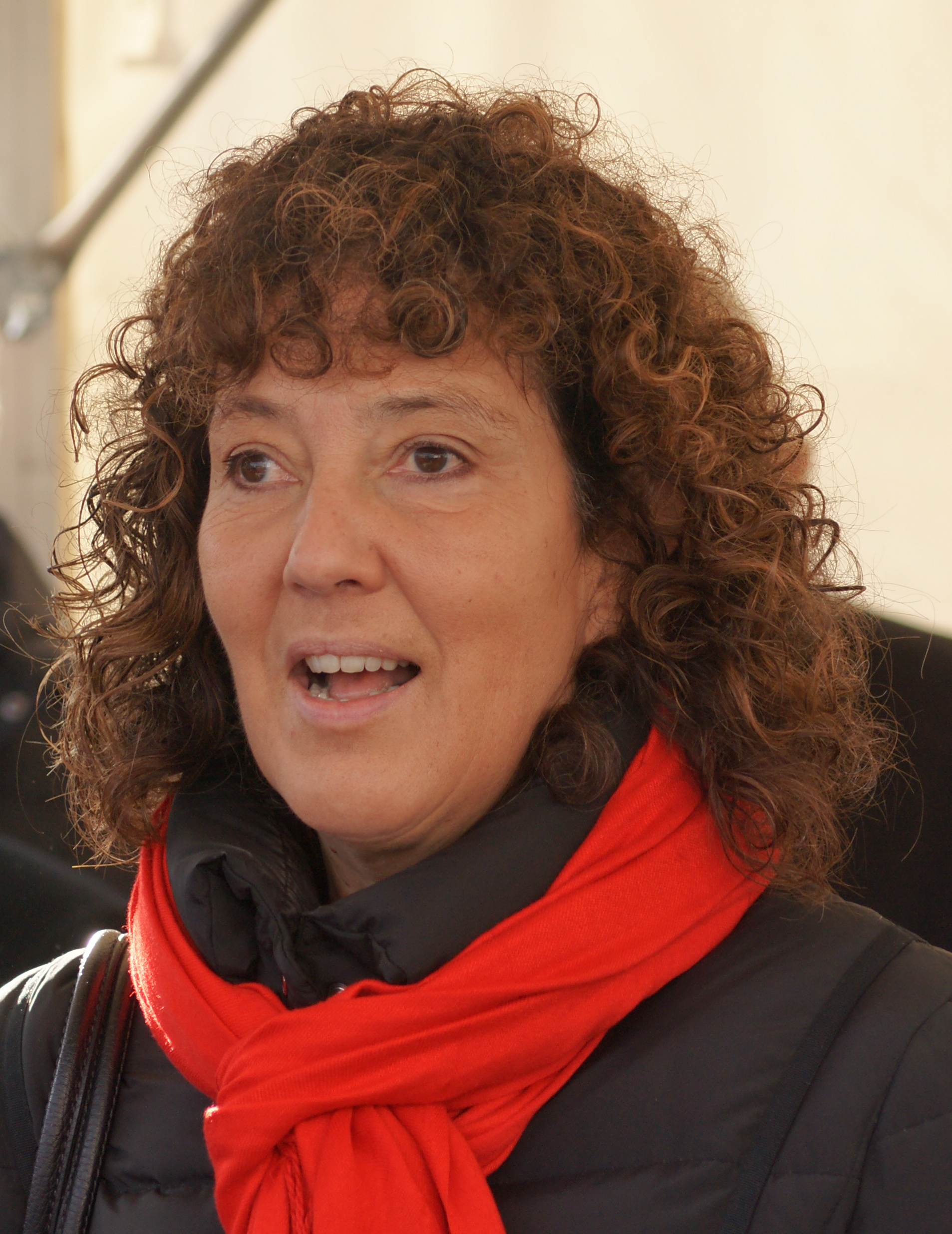
Barbara Egger-Jenzer (2010)

Barbara Egger-Jenzer (* 22. September 1956 in Steffisburg, Kanton Bern) ist eine Schweizer Politikerin (SP). Von 2002 bis 2018 war sie als Regierungsrätin des Kantons Bern Vorsteherin der Bau-, Verkehrs- und Energiedirektion (BVE).

## Studium und Beruf
Barbara Egger-Jenzer machte zunächst eine Ausbildung zur Primarlehrerin im Muristalden und arbeitete 1976–1979 auch auf diesem Beruf. Dann holte Egger-Jenzer die Matura nach und studierte an der Universität Bern Rechtswissenschaft; dieses Studium schloss sie 1987 mit dem Staatsexamen als Fürsprecherin (Rechtsanwältin) ab. Während des Studiums war sie teilzeitlich weiterhin als Lehrerin tätig.
Nach Studienabschluss betrieb Barbara Egger-Jenzer in Bern ein eigenes Advokaturbüro (Anwaltskanzlei) bis zu ihrer Wahl in den Berner Regierungsrat 2002. Nach ihrem Rücktritt als Regierungsrätin 2018 wurde sie 2019 in den Verwaltungsrat von Stadler Rail gewählt.

## Politische Karriere
Ihre politische Karriere startete sie 1991, als sie bernische Ombudsfrau für Alters- und Heimfragen wurde; dieses Nebenamt hatte sie bis zu ihrer Wahl in den Regierungsrat 2002 inne. Bereits seit 1982 ist sie Mitglied der Sozialdemokratischen Partei. 1994 gelang ihr der Sprung in den Grossen Rat (Kantonsparlament), wo sie ebenfalls bis 2002 blieb. Ihre Grossratskarriere krönte Egger-Jenzer 2001/02 als Grossratspräsidentin (Parlamentsvorsitzende).
Am 14. April 2002 wurde Barbara Egger-Jenzer in den bernischen Regierungsrat und damit in die Exekutive gewählt. Mit der Bau-, Verkehrs- und Energiedirektion übernahm sie die „Infrastrukturdirektion“ des Kantons. In ihrer ersten Amtsperiode 2002–2006 war die bernische Kantonsregierung mehrheitlich bürgerlich; seit April 2006 wird der nach Einwohnerzahl zweitgrösste Schweizer Kanton von einer rot-grünen Mehrheit regiert.
Die Wiederwahl 2006 schaffte Barbara Egger-Jenzer auf dem ersten Platz aller 19 Kandidaten für die 7 Sitze (im Kanton Bern wird die Regierung wie in den meisten Kantonen nach dem Majorzwahlrecht gewählt).
2018 trat sie nicht mehr zur Wiederwahl an.

## Privates
Barbara Egger-Jenzer ist verheiratet und hat zwei Kinder.